# Temporada da GP3 Series de 2010
A temporada da GP3 Series de 2010 foi a primeira temporada da GP3 Series, uma categoria de apoio a GP2 Series. O campeonato foi disputado em dezesseis corridas realizadas em oito rodadas, começando em 8 de maio no Circuito da Catalunha e terminando em 12 de setembro no Autódromo Nacional de Monza. A competição contou com a participação de dez equipes, com cada uma disputando com três carros.

## Pilotos e equipas
- Para os primeiros dois testes da temporada, as equipas foram numeradas por ordem alfabética. Assim, a Addax teve os números 1, 2 e 3; a ART os números 4, 5 e 6, e daí em diante. Contudo, uma sessão de "qualificação" foi realizada no Circuito Paul Ricard a 1 de abril de 2010, onde Alexander Rossi foi o mais rápido. Assim, a ART iria correr com os carros nºs 1, 2 e 3 durante a temporada.[2]

| Equipe               | Chassi         | Motor   | Pneu | Nº | Piloto                 | Etapas     |
| -------------------- | -------------- | ------- | ---- | -- | ---------------------- | ---------- |
| ART Grand Prix       | Dallara GP3/10 | Renault | P    | 1  | Alexander Rossi        | Todas      |
| ART Grand Prix       | Dallara GP3/10 | Renault | P    | 2  | Esteban Gutiérrez      | Todas      |
| ART Grand Prix       | Dallara GP3/10 | Renault | P    | 3  | Pedro Enrique          | Todas      |
| Status Grand Prix    | Dallara GP3/10 | Renault | P    | 4  | Robert Wickens         | Todas      |
| Status Grand Prix    | Dallara GP3/10 | Renault | P    | 5  | Ivan Lukashevich       | Todas      |
| Status Grand Prix    | Dallara GP3/10 | Renault | P    | 6  | Daniel Morad           | Todas      |
| Manor GP             | Dallara GP3/10 | Renault | P    | 7  | James Jakes            | 1–5 e 8    |
| Manor GP             | Dallara GP3/10 | Renault | P    | 7  | Adrien Tambay          | 6–7        |
| Manor GP             | Dallara GP3/10 | Renault | P    | 8  | Rio Haryanto           | Todas      |
| Manor GP             | Dallara GP3/10 | Renault | P    | 9  | Adrian Quaife-Hobbs    | Todas      |
| RSC Mücke Motorsport | Dallara GP3/10 | Renault | P    | 10 | Nigel Melker           | Todas      |
| RSC Mücke Motorsport | Dallara GP3/10 | Renault | P    | 11 | Renger van der Zande   | Todas      |
| RSC Mücke Motorsport | Dallara GP3/10 | Renault | P    | 12 | Tobias Hegewald        | Todas      |
| Carlin Motorsport    | Dallara GP3/10 | Renault | P    | 14 | Josef Newgarden        | Todas      |
| Carlin Motorsport    | Dallara GP3/10 | Renault | P    | 15 | Dean Smith             | Todas      |
| Carlin Motorsport    | Dallara GP3/10 | Renault | P    | 16 | Lucas Foresti          | 1, 3–5 e 8 |
| Carlin Motorsport    | Dallara GP3/10 | Renault | P    | 16 | Mikhail Aleshin        | 2          |
| Carlin Motorsport    | Dallara GP3/10 | Renault | P    | 16 | António Félix da Costa | 6–7        |
| Addax Team           | Dallara GP3/10 | Renault | P    | 17 | Felipe Guimarães       | Todas      |
| Addax Team           | Dallara GP3/10 | Renault | P    | 18 | Pablo Sánchez López    | Todas      |
| Addax Team           | Dallara GP3/10 | Renault | P    | 19 | Mirko Bortolotti       | Todas      |
| MW Arden             | Dallara GP3/10 | Renault | P    | 20 | Michael Christensen    | Todas      |
| MW Arden             | Dallara GP3/10 | Renault | P    | 21 | Miquel Monrás          | Todas      |
| MW Arden             | Dallara GP3/10 | Renault | P    | 22 | Leonardo Cordeiro      | Todas      |
| Jenzer Motorsport    | Dallara GP3/10 | Renault | P    | 23 | Pål Varhaug            | Todas      |
| Jenzer Motorsport    | Dallara GP3/10 | Renault | P    | 24 | Simon Trummer          | 1–5 e 7–8  |
| Jenzer Motorsport    | Dallara GP3/10 | Renault | P    | 24 | Marco Barba            | 6          |
| Jenzer Motorsport    | Dallara GP3/10 | Renault | P    | 25 | Nico Müller            | Todas      |
| Tech 1 Racing        | Dallara GP3/10 | Renault | P    | 26 | Doru Sechelariu        | Todas      |
| Tech 1 Racing        | Dallara GP3/10 | Renault | P    | 27 | Daniel Juncadella      | 4–5 e 7–8  |
| Tech 1 Racing        | Dallara GP3/10 | Renault | P    | 27 | Stefano Coletti        | 2–8        |
| Tech 1 Racing        | Dallara GP3/10 | Renault | P    | 28 | Jean-Eric Vergne       | 1 e 3      |
| Tech 1 Racing        | Dallara GP3/10 | Renault | P    | 28 | Jim Pla                | 2          |
| Tech 1 Racing        | Dallara GP3/10 | Renault | P    | 28 | Daniel Juncadella      | 4–5, 7–8   |
| ATECH CRS GP         | Dallara GP3/10 | Renault | P    | 29 | Patrick Reiterer       | 1–2        |
| ATECH CRS GP         | Dallara GP3/10 | Renault | P    | 29 | Roberto Merhi          | 3–8        |
| ATECH CRS GP         | Dallara GP3/10 | Renault | P    | 30 | Oliver Oakes           | Todas      |
| ATECH CRS GP         | Dallara GP3/10 | Renault | P    | 31 | Vittorio Ghirelli      | Todas      |

A ART Grand Prix assinou com Esteban Gutiérrez, que pilotou para a equipa na Temporada de Fórmula 3 Euroseries de 2009. A ele juntaram-se Pedro Enrique, que piltoou para a Manor Motorsport, e o ex-piloto da ISR Racing na International Formula Master, Alexander Rossi.
Simon Trummer, que em 2009 disputou a International Formula Master com a equipa Iris Racing, juntou-se à Jenzer Motorsport. Nesta equipa foi confirmado também Pål Varhaug, que correu para a equipa Jenzer na Fórmula Master em 2009.
Michael Christensen, que correu na Temporada de 2009 da Fórmula BMW Europa com a Mücke Motorsport, disputou esta temporada da GP3 Series com a MW-Arden.
Doru Sechelariu, piloto da equipa Eifelland Racing na Fórmula BMW Europa em 2009 disputou a GP3 Series, com a Tech 1 Racing.
Nigel Melker, que pilotou para a MP Motorsport na Eurocopa de Fórmula Renault 2.0 em 2009, disputará agora as GP3 Series com a RSC Mücke Motorsport.
Pablo Sánchez López subiu da Fórmula 3 Italiana para a Addax Team na GP3 Series. Mirko Bortolotti, que fez a Campeonato de Fórmula Dois da FIA em 2009 foi colega de equipa do mexicano.
Depois de falhar a temporada de 2009, Ivan Lukashevich pilotou para a Status Grand Prix.
Depois de um pódio nas GP2 Asia Series 2009-10 no circuito de Yas Marina, James Jakes juntou-se à Manor Racing. Para ter como um dos colegas de equipa o indonésio Rio Haryanto, campeão da Fórmula BMW Pacífico em 2009.
Robert Wickens, vice-campeão da Campeonato de Fórmula Dois da FIA em 2009, e Tobias Hegewald, 6º classificado no mesmo campeonato, mudam-se em 2010 para as GP3 Series.
A Carlin anunciou o campeão de Fórmula Renault Britânica em 2009, Dean Smith, que assim foi "promovido".

## Calendários

### Testes de Pré-Temporada
| Localização          | Circuito             | Data        | Piloto mais rápido | Equipa         | Tempo    | Voltas |
| -------------------- | -------------------- | ----------- | ------------------ | -------------- | -------- | ------ |
| França, Le Castellet | Circuit Paul Ricard  | 4 de Março  | Esteban Gutierrez  | ART Grand Prix | 1:20.949 |        |
| França, Le Castellet | Circuit Paul Ricard  | 5 de Março  | Alexander Rossi    | ART Grand Prix | 1:20.013 | 67     |
| França, Le Castellet | Circuit Paul Ricard  | 30 de Março |                    |                |          |        |
| França, Le Castellet | Circuit Paul Ricard  | 31 de Março |                    |                |          |        |
| Espanha, Barcelona   | Circuit de Catalunya | 13 de Abril |                    |                |          |        |
| Espanha, Barcelona   | Circuit de Catalunya | 14 de Abril |                    |                |          |        |

### Calendário de Corridas
O calendário para 2010 foi anunciado oficialmente a 18 de Dezembro de 2009. O campeonato teve 8 rondas, acompanhando maior parte das rondas europeias da Fórmula 1 em 2010, e com uma ronda stand alone (com a GP2 Series) no Autódromo Internacional do Algarve, em Portimão, Portugal. A última ronda foi no Autodromo Nazionale Monza, em Monza, Itália. Este campeonato não foi disputado nas rondas de Fórmula 1 do Mónaco e da Turquia.
| Ronda | Ronda | Circuito/Localização               | País        | Data           | A acompanhar                  | Detalhes | Hora       | Hora  | Hora   | Hora     |
| Ronda | Ronda | Circuito/Localização               | País        | Data           | A acompanhar                  | Detalhes | Hora Local | UTC   | Lisboa | Brasília |
| ----- | ----- | ---------------------------------- | ----------- | -------------- | ----------------------------- | -------- | ---------- | ----- | ------ | -------- |
| 1     | R1    | Circuit de Catalunya, Barcelona    | Espanha     | 8 de Maio      | Grande Prémio da Espanha      | Detalhes |            |       |        |          |
| 1     | R2    | Circuit de Catalunya, Barcelona    | Espanha     | 9 de Maio      | Grande Prémio da Espanha      | Detalhes |            |       |        |          |
| 2     | R1    | Autódromo Internacional do Algarve | Portugal    | 19 de Junho    | Stand Alone                   | Detalhes | 12:00      | 11:00 | 12:00  | 08:00    |
| 2     | R2    | Autódromo Internacional do Algarve | Portugal    | 20 de Junho    | Stand Alone                   | Detalhes | 13:00      | 12:00 | 13:00  | 09:00    |
| 3     | R1    | Valencia Street Circuit            | Espanha     | 26 de Junho    | Grande Prémio da Europa       | Detalhes | 13:30      | 13:30 | 12:30  | 10:30    |
| 3     | R2    | Valencia Street Circuit            | Espanha     | 27 de Junho    | Grande Prémio da Europa       | Detalhes | 11:30      | 11:30 | 10:30  | 08:30    |
| 4     | R1    | Silverstone Circuit                | Reino Unido | 10 de Julho    | Grande Prémio da Grã-Bretanha | Detalhes | 13:30      | 12:30 | 13:30  | 09:30    |
| 4     | R2    | Silverstone Circuit                | Reino Unido | 11 de Julho    | Grande Prémio da Grã-Bretanha | Detalhes | 13:30      | 12:30 | 13:30  | 09:30    |
| 5     | R1    | Hockenheimring                     | Alemanha    | 24 de Julho    | Grande Prémio da Alemanha     | Detalhes | 15:00      | 15:00 | 14:00  | 12:00    |
| 5     | R2    | Hockenheimring                     | Alemanha    | 25 de Julho    | Grande Prémio da Alemanha     | Detalhes | 15:00      | 15:00 | 14:00  | 12:00    |
| 6     | R1    | Hungaroring                        | Hungria     | 31 de Julho    | Grande Prémio da Hungria      | Detalhes | 12:00      | 12:00 | 11:00  | 09:00    |
| 6     | R2    | Hungaroring                        | Hungria     | 1 de Agosto    | Grande Prémio da Hungria      | Detalhes | 12:00      | 12:00 | 11:00  | 09:00    |
| 7     | R1    | Circuit de Spa-Francorchamps       | Bélgica     | 28 de Agosto   | Grande Prémio da Bélgica      | Detalhes | 12:00      | 12:00 | 11:00  | 09:00    |
| 7     | R2    | Circuit de Spa-Francorchamps       | Bélgica     | 29 de Agosto   | Grande Prémio da Bélgica      | Detalhes | 12:00      | 12:00 | 11:00  | 09:00    |
| 8     | R1    | Autodromo Nazionale Monza          | Itália      | 11 de Setembro | Grande Prémio da Itália       | Detalhes | 13:00      | 13:00 | 12:00  | 10:00    |
| 8     | R2    | Autodromo Nazionale Monza          | Itália      | 12 de Setembro | Grande Prémio da Itália       | Detalhes | 11:00      | 11:00 | 10:00  | 08:00    |

## Resultados

### Resultados por corrida
| Etapa | Etapa | Circuito                     | Pole Position     | Volta Mais Rápida | Piloto Vencedor   | Equipe Vencedora  | Resumo |
| ----- | ----- | ---------------------------- | ----------------- | ----------------- | ----------------- | ----------------- | ------ |
| 1     | R1    | Circuit de Catalunya         | Nigel Melker      | Miki Monrás       | Pål Varhaug       | Jenzer Motorsport | Report |
| 1     | R2    | Circuit de Catalunya         |                   | Alexander Rossi   | Alexander Rossi   | ART Grand Prix    | Report |
| 2     | R1    | Istanbul Park                | Nigel Melker      | Esteban Gutiérrez | Esteban Gutiérrez | ART Grand Prix    | Report |
| 2     | R2    | Istanbul Park                |                   | Esteban Gutiérrez | Rio Haryanto      | Manor Racing      | Report |
| 3     | R1    | Valencia Street Circuit      | Esteban Gutiérrez | Esteban Gutiérrez | Esteban Gutiérrez | ART Grand Prix    | Report |
| 3     | R2    | Valencia Street Circuit      |                   | Roberto Merhi     | Nico Müller       | Jenzer Motorsport | Report |
| 4     | R1    | Silverstone Circuit          | Esteban Gutiérrez | Esteban Gutiérrez | Esteban Gutiérrez | ART Grand Prix    | Report |
| 4     | R2    | Silverstone Circuit          |                   | Daniel Morad      | Daniel Morad      | Status Grand Prix | Report |
| 5     | R1    | Hockenheimring               | Josef Newgarden   | Robert Wickens    | Robert Wickens    | Status Grand Prix | Report |
| 5     | R2    | Hockenheimring               |                   | Esteban Gutiérrez | Esteban Gutiérrez | ART Grand Prix    | Report |
| 6     | R1    | Hungaroring                  | Nico Müller       | Esteban Gutiérrez | Nico Müller       | Jenzer Motorsport | Report |
| 6     | R2    | Hungaroring                  |                   | Robert Wickens    | Alexander Rossi   | ART Grand Prix    | Report |
| 7     | R1    | Circuit de Spa-Francorchamps | Robert Wickens    | Nico Müller       | Robert Wickens    | Status Grand Prix | Report |
| 7     | R2    | Circuit de Spa-Francorchamps |                   | Nico Müller       | Adrien Tambay     | Manor Racing      | Report |
| 8     | R1    | Autodromo Nazionale Monza    | Esteban Gutiérrez | Esteban Gutiérrez | Esteban Gutiérrez | ART Grand Prix    | Report |
| 8     | R2    | Autodromo Nazionale Monza    |                   | Leonardo Cordeiro | Robert Wickens    | Status Grand Prix | Report |

### Tabelas

#### Campeonato de Pilotos
| #  | Piloto                 | CAT | CAT | IST | IST | VAL | VAL | SIL | SIL | HOC | HOC | HUN | HUN | SPA | SPA | MNZ | MNZ | Pts |
| -- | ---------------------- | --- | --- | --- | --- | --- | --- | --- | --- | --- | --- | --- | --- | --- | --- | --- | --- | --- |
| 1  | Esteban Gutiérrez      | 3   | 3   | 1   | 7   | 1   | 7   | 1   | 3   | 4   | 1   | 2   | 5   | 16  | 7   | 1   | Ret | 88  |
| 2  | Robert Wickens         | 2   | 4   | 11  | 21  | 2   | 16  | 9   | 5   | 1   | 5   | 4   | 2   | 1   | 11  | 2   | 1   | 71  |
| 3  | Nico Müller            | 13  | 9   | 6   | 4   | 7   | 1   | 3   | 4   | Ret | 17  | 1   | 6   | 4   | 6   | 4   | 3   | 53  |
| 4  | Alexander Rossi        | 8   | 1   | 4   | 3   | Ret | Ret | 5   | 2   | Ret | 8   | 8   | 1   | 13  | 2   | Ret | 15  | 38  |
| 5  | Rio Haryanto           | 20  | 25  | 8   | 1   | 6   | 4   | 2   | Ret | Ret | Ret | 20  | 11  | 18  | 18  | 3   | 23  | 27  |
| 6  | Roberto Merhi          |     |     |     |     | 3   | 2   | Ret | 19  | 16  | Ret | Ret | 22  | 2   | 22† | 6   | 4   | 26  |
| 7  | Dean Smith             | 4   | 5   | 22† | 10  | 17  | 23  | 6   | 22  | 9   | 12  | 5   | 3   | 6   | 4   | Ret | 16  | 24  |
| 8  | James Jakes            | 9   | 7   | 2   | 8   | 8   | 3   | Ret | 11  | 2   | Ret |     |     |     |     | 13  | Ret | 21  |
| 9  | Stefano Coletti        |     |     | 24† | 14  | 10  | 6   | 10  | Ret | 5   | 3   | 3   | 4   | Ret | 24  | 16  | 20  | 18  |
| 10 | Miki Monrás            | 10  | 23  | 7   | 2   | 5   | 13  | 15  | 18  | Ret | 15  | Ret | 20  | 9   | 3   | 11  | 6   | 17  |
| 11 | Mirko Bortolotti       | 16  | Ret | 25† | 12  | 18  | 10  | 8   | 13  | 6   | 4   | 11  | 8   | Ret | 14  | 5   | 2   | 16  |
| 12 | Daniel Morad           | Ret | 22  | 5   | 5   | 19  | 12  | 7   | 1   | Ret | 9   | 21  | 12  | Ret | 16  | 9   | 7   | 15  |
| 13 | Pål Varhaug            | 1   | Ret | 15  | 18  | 11  | 8   | 14  | 9   | 12  | Ret | 17  | 23  | 15  | 17  | 14  | 19  | 10  |
| 14 | Daniel Juncadella      | 11  | 11  |     |     |     |     | Ret | Ret | 8   | 2   |     |     | 5   | DSQ | 22  | Ret | 10  |
| 15 | Adrian Quaife-Hobbs    | 21  | 26  | Ret | Ret | 12  | 5   | Ret | Ret | DNS | 18  | 12  | 7   | 3   | 5   | 17  | 22  | 10  |
| 16 | Felipe Guimarães       | Ret | 20  | 3   | 6   | Ret | 18  | Ret | 23  | 7   | 7   | 13  | Ret | Ret | 9   | Ret | 17  | 9   |
| 17 | Jean-Éric Vergne       | 5   | 21  |     |     | 4   | 17  |     |     |     |     |     |     |     |     |     |     | 9   |
| 18 | Josef Newgarden        | Ret | 16  | 10  | 23  | Ret | 26  | 16  | 10  | 18† | 19  | 7   | Ret | Ret | 21  | 7   | 5   | 8   |
| 19 | Lucas Foresti          | 7   | 2   |     |     | 21  | 28  | 18  | 16  | Ret | 14  |     |     |     |     | 20  | Ret | 7   |
| 20 | Adrien Tambay          |     |     |     |     |     |     |     |     |     |     | 18  | 9   | Ret | 1   |     |     | 6   |
| 21 | Renger van der Zande   | 15  | 24  | Ret | Ret | Ret | 24  | 11  | 7   | 3   | Ret | 9   | Ret | Ret | Ret | Ret | Ret | 6   |
| 22 | Tobias Hegewald        | 17  | 13  | 16  | 15  | 9   | 29† | 4   | 6   | Ret | Ret | 15  | Ret | 11  | 8   | 10  | 11  | 6   |
| 23 | Nigel Melker           | Ret | 14  | 23  | 17  | Ret | 15  | 12  | Ret | Ret | Ret | 23  | 14  | 12  | 15  | 8   | 13  | 5   |
| 24 | Pedro Nunes            | 12  | 6   | Ret | 19  | 15  | 11  | Ret | 20  | 14  | 6   | 19  | Ret | 7   | 19  | 24  | Ret | 4   |
| 25 | Simon Trummer          | 6   | 8   | 20  | 13  | 13  | 27  | 17  | 12  | 11  | Ret |     |     | 8   | Ret | Ret | 24  | 4   |
| 26 | António Félix da Costa |     |     |     |     |     |     |     |     |     |     | 6   | 17  | Ret | 12  |     |     | 3   |
| 27 | Leonardo Cordeiro      | 18  | 12  | 18  | 24  | Ret | 21  | Ret | Ret | Ret | Ret | 22  | 13  | 14  | Ret | Ret | 8   | 1   |
| 28 | Oliver Oakes           | 14  | 10  | 12  | Ret | Ret | 19  | 13  | 8   | 13  | 20† | 16  | 10  | 17  | 10  | 12  | 9   | 0   |
| 29 | Doru Sechelariu        | 22  | Ret | 9   | 9   | Ret | 20  | Ret | 17  | 10  | DSQ | 14  | 21  | Ret | 20  | 21  | 18  | 0   |
| 30 | Pablo Sánchez López    | Ret | 15  | 21  | 16  | 14  | 9   | 21  | 14  | Ret | 11  | Ret | 16  | Ret | 25  | 18  | 12  | 0   |
| 31 | Michael Christensen    | Ret | 18  | 13  | 11  | Ret | 14  | Ret | 15  | Ret | 10  | 10  | Ret | 10  | 23† | 15  | 10  | 0   |
| 32 | Ivan Lukashevich       | 19  | 19  | 19  | 27  | 16  | 25  | 19  | Ret | 17  | 13  | 25  | 18  | Ret | 13  | 19  | 14  | 0   |
| 33 | Patrick Reiterer       | NC  | 17  | 14  | 25  |     |     |     |     |     |     |     |     |     |     |     |     | 0   |
| 34 | Vittorio Ghirelli      | DNS | DNS | 17  | 26  | 20  | 22  | 20  | 21  | 15  | 16  | 24  | 15  | Ret | Ret | 23  | 21  | 0   |
| 35 | Marco Barba            |     |     |     |     |     |     |     |     |     |     | Ret | 19  |     |     |     |     | 0   |
| 36 | Jim Pla                |     |     | Ret | 20  |     |     |     |     |     |     |     |     |     |     |     |     | 0   |
| 37 | Mikhail Aleshin        |     |     | Ret | 22  |     |     |     |     |     |     |     |     |     |     |     |     | 0   |
| #  | Pilotos                | CAT | CAT | IST | IST | VAL | VAL | SIL | SIL | HOC | HOC | HUN | HUN | SPA | SPA | MNZ | MNZ | Pts |

| Cor        | Resultado             |
| ---------- | --------------------- |
| Ouro       | Vencedor              |
| Prata      | 2.º lugar             |
| Bronze     | 3.º lugar             |
| Verde      | Terminou, nos pontos  |
| Azul       | Terminou, sem pontos  |
| Púrpura    | Ret – Retirou-se      |
| Vermelho   | NQ – Não qualificado  |
| Preto      | DSQ – Desqualificado  |
| Branco     | NL – Não largou       |
| Branco     | C – Corrida cancelada |
| Azul claro | AT – Apenas Treino    |
| Sem cor    | NP – Não participou   |
| Sem cor    | Les – Lesionado       |
| Sem cor    | EX – Excluído         |

### Campeonato de equipes
| #  | Equipe               | N° | CAT | CAT | IST | IST | VAL | VAL | SIL | SIL | HOC | HOC | HUN | HUN | SPA | SPA | MNZ | MNZ | Pts |
| -- | -------------------- | -- | --- | --- | --- | --- | --- | --- | --- | --- | --- | --- | --- | --- | --- | --- | --- | --- | --- |
| 1  | ART Grand Prix       | 1  | 8   | 1   | 4   | 3   | Ret | Ret | 5   | 2   | Ret | 8   | 8   | 1   | 13  | 2   | Ret | 15  | 130 |
| 1  | ART Grand Prix       | 2  | 3   | 3   | 1   | 7   | 1   | 7   | 1   | 3   | 4   | 1   | 2   | 5   | 16  | 7   | 1   | Ret | 130 |
| 1  | ART Grand Prix       | 3  | 12  | 6   | Ret | 19  | 15  | 11  | Ret | 20  | 14  | 6   | 19  | Ret | 7   | 19  | 19  | Ret | 130 |
| 2  | Status Grand Prix    | 4  | 2   | 4   | 11  | 21  | 2   | 16  | 9   | 5   | 1   | 5   | 4   | 2   | 1   | 11  | 2   | 1   | 86  |
| 2  | Status Grand Prix    | 5  | 19  | 19  | 19  | 27  | 16  | 25  | 19  | Ret | 17  | 13  | 25  | 18  | Ret | 13  | 19  | 14  | 86  |
| 2  | Status Grand Prix    | 6  | Ret | 22  | 5   | 5   | 19  | 12  | 7   | 1   | Ret | 9   | 21  | 12  | Ret | 16  | 9   | 7   | 86  |
| 3  | Jenzer Motorsport    | 23 | 1   | Ret | 15  | 18  | 11  | 8   | 14  | 9   | 12  | Ret | 17  | 23  | 15  | 17  | 14  | 19  | 67  |
| 3  | Jenzer Motorsport    | 24 | 6   | 8   | 20  | 13  | 13  | 27  | 17  | 12  | 11  | Ret | Ret | 19  | 8   | Ret | Ret | 24  | 67  |
| 3  | Jenzer Motorsport    | 25 | 13  | 9   | 6   | 4   | 7   | 1   | 3   | 4   | Ret | 17  | 1   | 6   | 4   | 6   | 4   | 3   | 67  |
| 4  | Manor Racing         | 7  | 9   | 7   | 2   | 8   | 8   | 3   | Ret | 11  | 2   | Ret | 18  | 9   | Ret | 1   | 13  | Ret | 64  |
| 4  | Manor Racing         | 8  | 20  | 25  | 8   | 1   | 6   | 4   | 2   | Ret | Ret | Ret | 20  | 11  | 18  | 18  | 3   | 23  | 64  |
| 4  | Manor Racing         | 9  | 21  | 26  | Ret | Ret | 12  | 5   | Ret | Ret | DNS | 18  | 12  | 7   | 3   | 5   | 17  | 22  | 64  |
| 5  | Carlin               | 14 | Ret | 16  | 10  | 23  | Ret | 26  | 16  | 10  | 18† | 19  | 7   | Ret | Ret | 21  | 7   | 5   | 42  |
| 5  | Carlin               | 15 | 4   | 5   | 22† | 10  | 19  | 12  | 6   | 22  | 9   | 12  | 5   | 3   | 6   | 4   | Ret | 16  | 42  |
| 5  | Carlin               | 16 | 7   | 2   | Ret | 22  | 21  | 28  | 18  | 16  | Ret | 14  | 6   | 17  | Ret | 12  | 20  | Ret | 42  |
| 6  | Tech 1 Racing        | 26 | 22  | Ret | 9   | 9   | Ret | 20  | Ret | 17  | 10  | DSQ | 14  | 21  | Ret | 20  | 21  | 18  | 37  |
| 6  | Tech 1 Racing        | 27 | 11  | 11  | 24† | 14  | 10  | 6   | 10  | Ret | 5   | 3   | 3   | 4   | Ret | 24  | 16  | 20  | 37  |
| 6  | Tech 1 Racing        | 28 | 5   | 21  | Ret | 20  | 4   | 17  | Ret | Ret | 8   | 2   |     |     | 5   | DSQ | 22  | Ret | 37  |
| 7  | ATECH CRS GP         | 29 | NC  | 17  | 14  | 25  | 3   | 2   | Ret | 19  | 16  | Ret | Ret | 22  | 2   | 22† | 6   | 4   | 26  |
| 7  | ATECH CRS GP         | 30 | 14  | 10  | 12  | Ret | Ret | 19  | 13  | 8   | 13  | 20† | 16  | 10  | 17  | 10  | 12  | 9   | 26  |
| 7  | ATECH CRS GP         | 31 | DNS | DNS | 17  | 26  | 20  | 22  | 20  | 21  | 15  | 16  | 24  | 15  | Ret | Ret | 23  | 21  | 26  |
| 8  | Addax Team           | 17 | Ret | 20  | 3   | 6   | Ret | 18  | Ret | 23  | 7   | 7   | 13  | Ret | Ret | 9   | Ret | 17  | 25  |
| 8  | Addax Team           | 18 | Ret | 15  | 21  | 16  | 14  | 9   | 21  | 14  | Ret | 11  | Ret | 16  | Ret | 25  | 18  | 12  | 25  |
| 8  | Addax Team           | 19 | 16  | Ret | 25† | 12  | 18  | 10  | 8   | 13  | 6   | 4   | 11  | 8   | Ret | 14  | 5   | 2   | 25  |
| 9  | MW Arden             | 20 | Ret | 18  | 13  | 11  | Ret | 14  | Ret | 15  | Ret | 10  | 10  | Ret | 10  | 23† | 15  | 10  | 18  |
| 9  | MW Arden             | 21 | 10  | 23  | 7   | 2   | 5   | 13  | 15  | 18  | Ret | 15  | Ret | 20  | 9   | 3   | 11  | 6   | 18  |
| 9  | MW Arden             | 22 | 18  | 12  | 18  | 24  | Ret | 21  | Ret | Ret | Ret | Ret | 22  | 13  | 14  | Ret | Ret | 8   | 18  |
| 10 | RSC Mücke Motorsport | 10 | Ret | 14  | 23  | 17  | Ret | 15  | 12  | Ret | Ret | Ret | 23  | 14  | 12  | 15  | 8   | 13  | 17  |
| 10 | RSC Mücke Motorsport | 11 | 15  | 24  | Ret | Ret | Ret | 24  | 11  | 7   | 3   | Ret | 9   | Ret | Ret | Ret | Ret | Ret | 17  |
| 10 | RSC Mücke Motorsport | 12 | 17  | 13  | 16  | 15  | 9   | 29† | 4   | 6   | Ret | Ret | 15  | Ret | 11  | 8   | 12  | 11  | 17  |
| #  | Equipe               | N° | CAT | CAT | IST | IST | VAL | VAL | SIL | SIL | HOC | HOC | HUN | HUN | SPA | SPA | MNZ | MNZ | Pts |

| Cor        | Resultado             |
| ---------- | --------------------- |
| Ouro       | Vencedor              |
| Prata      | 2.º lugar             |
| Bronze     | 3.º lugar             |
| Verde      | Terminou, nos pontos  |
| Azul       | Terminou, sem pontos  |
| Púrpura    | Ret – Retirou-se      |
| Vermelho   | NQ – Não qualificado  |
| Preto      | DSQ – Desqualificado  |
| Branco     | NL – Não largou       |
| Branco     | C – Corrida cancelada |
| Azul claro | AT – Apenas Treino    |
| Sem cor    | NP – Não participou   |
| Sem cor    | Les – Lesionado       |
| Sem cor    | EX – Excluído         |

- Quem obteve a Pole Position está em negrito.
- Os pilotos que obtiveram a volta mais rápida estão em itálico.
- Os pilotos que não acabaram a corrida mas ficaram classificados estão assinalados com †.